# Hylaeus nesoprosopoides
Hylaeus nesoprosopoides is een vliesvleugelig insect uit de familie Colletidae. De wetenschappelijke naam van de soort is voor het eerst geldig gepubliceerd in 1919 door Bridwell.